# Philonotula reticulatum
Philonotula reticulatum là một loài rêu trong họ Bartramiaceae. Loài này được Hook. f. & Wilson Mitt. mô tả khoa học đầu tiên năm 1868.